# Villa Wollner
Die Villa Wollner ist ein unter Denkmalschutz stehendes Wohnhaus, das in der Straße Am Steinberg 14 im Dresdner Stadtteil Wachwitz liegt.

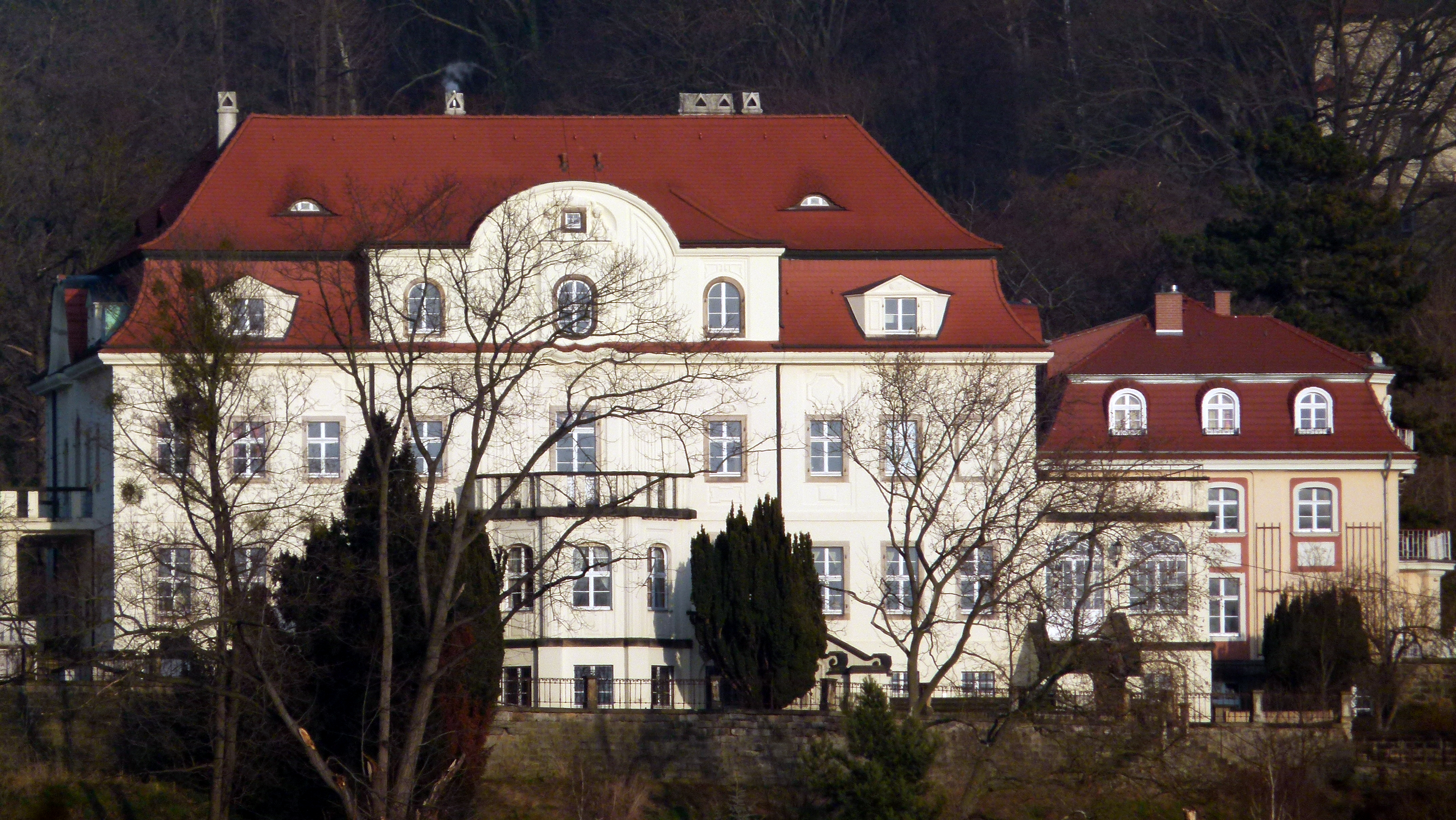
Villa Wollner

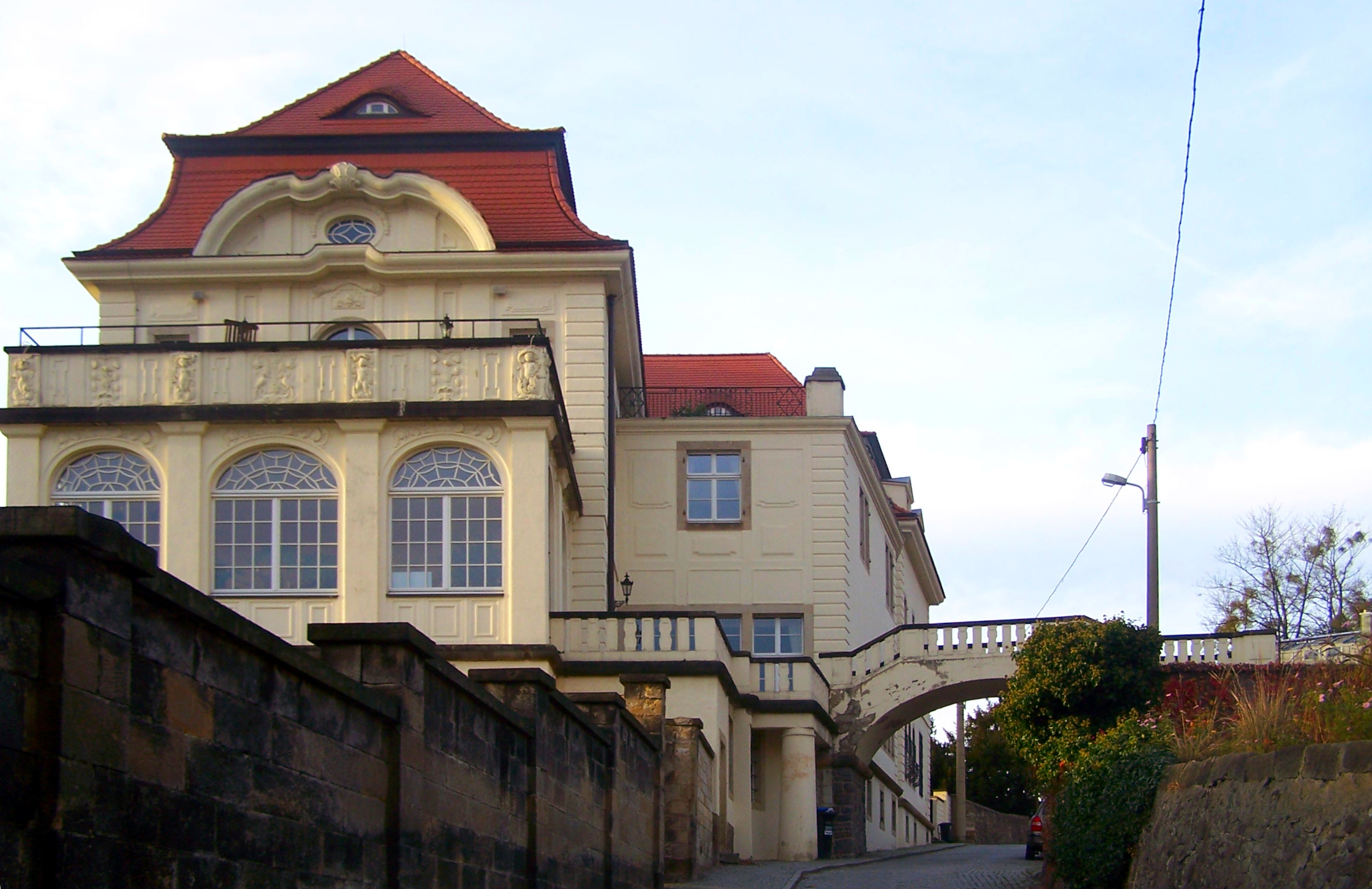
Villa Wollner mit Brücke über die Straße Am Steinbach

## Geschichte
Die Villa Wollner wurde in ihren Grundzügen bereits im 18. Jahrhundert errichtet. Justus Friedrich Güntz, der das Anwesen 1861 erworben hatte, ließ das bestehende Haus ausbauen und weitere Gebäude auf dem Grundstück errichten. 
Der Unternehmer Julius Robert Spies (1819–1897) kaufte das gesamte Grundstück im Jahr 1881. Nach dessen Tod wurde das Grundstück geteilt. Sein Sohn, der Kaufmann Albert Spies (1859–1929), erhielt das Grundstück Am Steinberg 11 mit der Villa Asta, in der dessen Sohn, der Maler Robert Spies (1886–1914) später zeitweilig wohnte. 
Sein Schwiegersohn, der Unternehmer Robert Karl Paul Wollner (1854–1927), und seine Tochter Emmy Wollner, geb. Spies (1867–1926) erbten das Grundstück Am Steinberg 14 mit der ehemaligen Güntzschen Villa von 1875. Diese Villa wurde dann von 1906 bis 1908 von Wilhelm Kreis für Robert Wollner umgebaut und erweitert. Zwischen beiden Grundstücken wurde auch eine Brücke über die öffentliche Straße errichtet.
Die Gestaltung des parkähnlichen Grundstücks übernahm der Gartenarchitekt Max Bertram. Wollner nutzte die Villa am Altwachwitzer Weinberg als Sommerresidenz. Seine Erben blieben bis in die 1930er-Jahre im Besitz der Villa, die anschließend an das Land Sachsen überging. Während der NS-Zeit diente sie dem Reichsarbeitsdienst als Gebäude. Zu DDR-Zeiten wurde die Villa Wollner von der Pädagogischen Hochschule als Studentenwohnheim genutzt. Seit 2015 ist die Villa Sitz der gemeinnützigen LIOHT Stiftung und des IFEB – ein privates, hochschulfernes Institut. Sie wird als interdisziplinäre Tagungs- und Bildungsstätte für Wirtschaft, Politik, Bildung und Kultur betrieben und kann auch für Veranstaltungen gemietet werden.

## Baubeschreibung
Die Villa Wollner wurde im Anklang an ein überbautes Gebäude aus der Zeit Augusts des Starken angelegt. Die Villa mit hohem Mansardwalmdach vereint dabei barocke Elemente mit Zügen der englischen Landhausarchitektur, der Antike und des Jugendstils. Trotz Zentralheizung wurden in der Villa zahlreiche Kamine installiert. 
Der Putzbau hat zur Straße hin eine schmucklose Fassade, während die drei restlichen Fassaden zum Park hin teilweise reich geschmückt sind. Die Ornamentik der Villa stammt von Karl Weinberger. Zur südlichen Schaufassade der Villa, mit Reliefs und Festons sowie einem auf vier Säulen stehenden Altan führt eine Freitreppe. Das Villeninnere weist aufgrund von Stuck- und Goldverzierungen, Marmor und Edelhölzern einen „pompös-barocken Charakter“ auf.
Zur Villa gehört ein großer, parkähnlicher Garten, der sich über mehrere Flurstücke erstreckt. Die aus Stahlbeton gefertigten Putten im Park stammen von Georg Wrba, die Vasen schuf Rudolf Born. Eine Brücke führt über die an der Villa gelegene Straße zu einem Teil des Gartens. Zum Grundstück zählen weitere unter Denkmalschutz stehende Gebäude, wie ein Taubenhaus und ein ehemaliges Kutscherhaus.